# Nasengrab

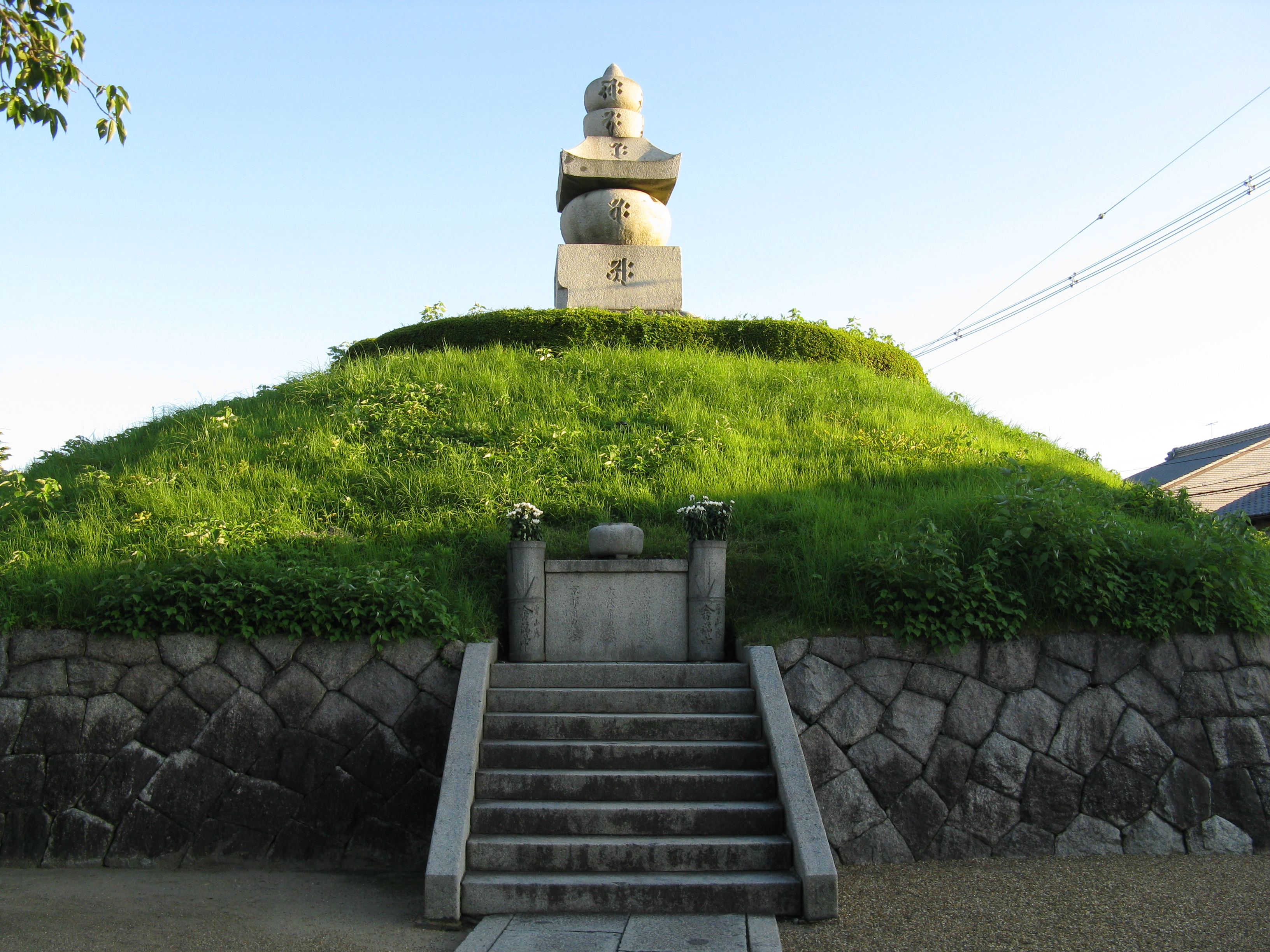
Mimizuka, ein Nasengrab (nominell für Ohren) in Kyoto

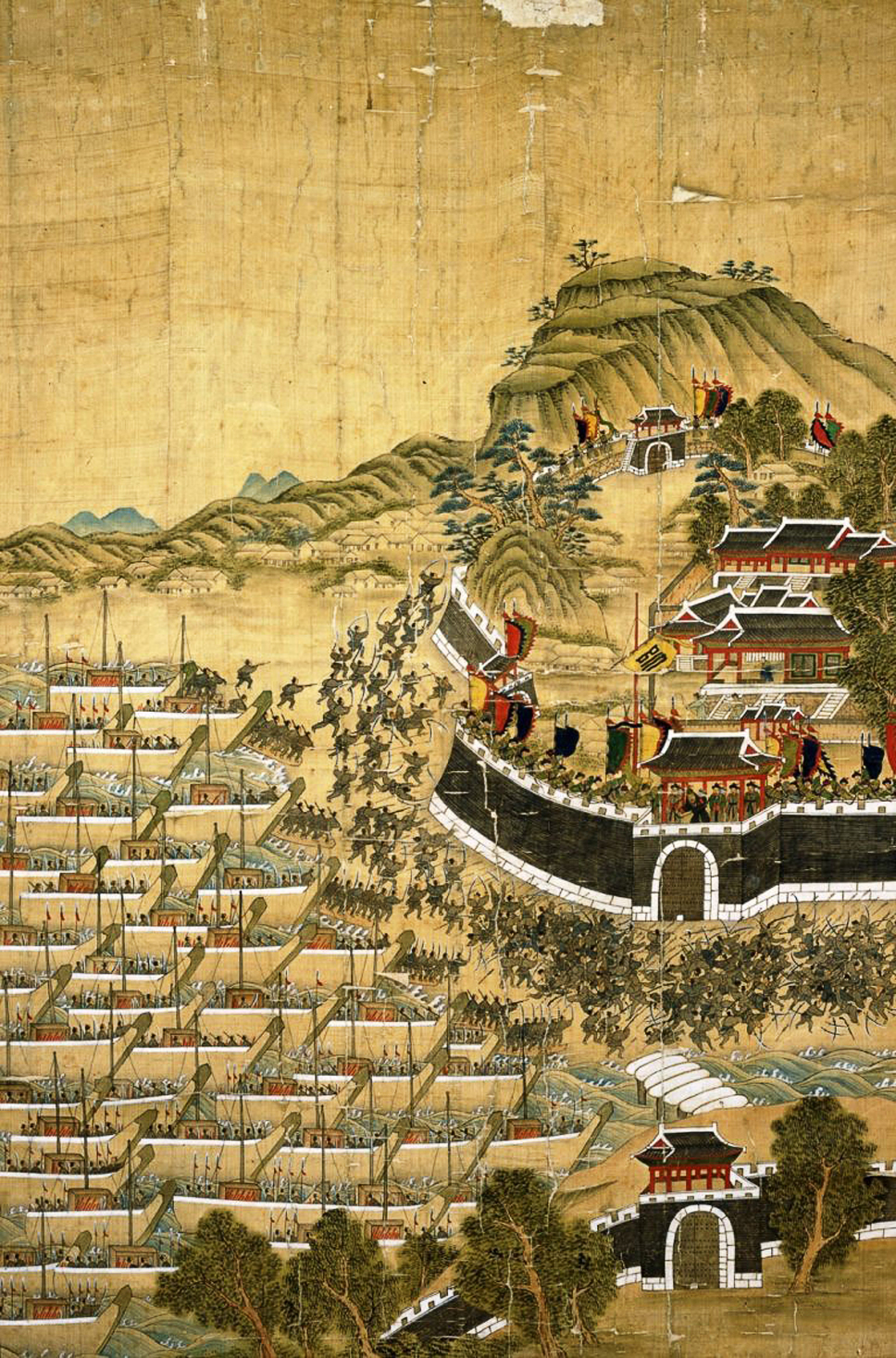
Die Belagerung einer koreanischen Festung durch die Japaner im Jahr 1592 auf einem Gemälde

Ein Nasengrab (japanisch 耳塚 Hanazuka; auch bekannt als Ohrengrab japanisch 鼻塚 Mimizuka) ist eine historische Grabkammer in Japan, die menschliche Nasen oder andere Körperteile enthielt, die während der Japanischen Invasionen von Korea im späten 16. Jahrhundert als Kriegstrophäen nach Japan gebracht wurden.

## Geschichte
Als Toyotomi Hideyoshi während des Imjin-Kriegs (1592–1598) in Joseon-Korea einfiel, wurden Kriegstrophäen genommen. Kriegsbeute war in der Zeit Teil japanischer Tradition, und Samuraikrieger wurden oft danach bezahlt, wie viele Trophäen sie gesammelt hatten. Toyotomi verlangte diese Trophäen von seinen Truppen, als Beweis für ihre Loyalität und Errungenschaften während der zwei Invasionen des Imjin-Krieges. Traditionell wurden die abgetrennten Köpfe der Gegner mitgenommen, aber die Logistik zur Rückführung der vielen erbeuteten Köpfe nach Japan war immens. In der zweiten Invasion ab 1597 wurden nach der erfolgreichen Eroberung von Namwon von allen 3.726 gesammelten Köpfen der besiegten Koreaner die Nasen abgeschnitten. Nur der Kopf des Magistrats wurde ausgenommen. Es handelte sich um den ersten Bericht über die Sammlung von Nasen anstelle von Köpfen durch japanische Krieger in Korea. Von da an wurden Nasen in großen Mengen erbeutet. Die Trophäen wurden noch in Korea erfasst und danach in Holzfässern in Lake nach Japan transportiert.
In Japan wurden mehrere Grabhügel errichtet, in denen die abgetrennten Körperteile der besiegten Koreaner und Chinesen begraben wurden. Sie dienten als Denkmal für die besiegten Gegner. Unklar ist, ob es sich tatsächlich in allen Fällen um getötete Kriegsgegner handelte, da die Zahl der erbeuteten Nasen je nach Quelle sehr viel höher liegt als die Zahl der gegnerischen Soldaten jemals war. So wird berichtet, dass man in Korea noch lange nach dem Krieg Menschen ohne Nase auf der Straße gesehen habe.

## Aufbau
In Japan gibt es viele Kubizuka, Gräber für die als Trophäen erbeuteten Köpfe von Gegnern. Dabei handelt es sich sowohl um Hügelgräber als auch um ebenerdige Schreine. Es sind nur wenige Nasengräber eindeutig als Ruhestätte von Nasen identifiziert worden, doch die identifizierten Exemplare sind runde Hügelgräber. In Japan gibt es diverse Hügelgräber, die Nasen- oder Ohrengrab genannt werden, ohne dass bisher nachgewiesen werden konnte, ob in ihnen tatsächlich abgetrennte Nasen oder Ohren bestattet wurden.

## Rezeption
Das bekannteste Nasengrab befindet sich in Kyōto und wurde von Toyotomi Hideyoshi angelegt. Es liegt direkt neben dem ebenfalls von ihm im Jahr 1595 gegründeten Hōkō-ji und wurde feierlich als Triumphmonument eingeweiht. Im Gegensatz zu anderen Bauten von Toyotomi wurde Mimizuka instandgehalten und sogar Gesandten aus Korea und den Niederlanden als Symbol der Dominanz Japans über seine Nachbaren vorgeführt. Während der Meiji-Zeit änderte sich das bis dahin negative Bild über Toyotomi Hideyoshi und vor dem Nasengrab wurde ein Steinschild aufgestellt, das Toyotomi für den Bau des Nasengrabs pries. Es sei ein Symbol für internationale Versöhnung und Ehrung der gegnerischen Kriegstoten. Während und nach der japanischen Herrschaft über Korea gab es vermehrt Anstrengungen zur Zerstörung des Monuments, das sich zu einem touristischen Objekt entwickelt hatte. In den 1970er-Jahren erhielt das Nasengrab internationale Aufmerksamkeit, nachdem unter anderem japanisch-koreanische Wissenschaftler seine Geschichte erforschten. Es wurde nun ein Schild davor aufgestellt, das die Invasionen Toyotomis kritischer betrachtet. Ab den 1990er-Jahren wurde über die Rückführung von Überresten (beziehungsweise der Erde) nach Korea diskutiert. Eine Handvoll Erde des Mimizuka in Kyoto wurde 1992 überführt.
Eine Nasengrabkammer wurde 1983 in Bizen in der Nähe von Osaka entdeckt. Diese Grabkammer enthielt die abgetrennten und eingelegten Nasen von ungefähr 20.000 toten Koreanern. Diese wurden 1992 an Korea zurückgegeben, eingeäschert und in Buan begraben.
Die „Gesellschaft zur Verbreitung des Friedens von Kyoto in die Welt“ (京都から世界に平和を広める会) setzt sich für die Erinnerungskultur der Nasengräber ein und hat unter anderem jährliche Gedenkgottesdienste vor dem Mimizuka in Kyoto organisiert. Bei einem weiteren Nasengrab in Tsuyama errichtete sie eine Gedenktafel zu deren Enthüllung der ehemalige japanische Premierminister Yukio Hatoyama teilnahm.
In Japan werden diese Grabkammern von den wenigen Menschen, die sie kennen, als Reliquien betrachtet; in Korea hingegen sind sie sehr bekannt.
Das Gedächtnis an das Abschneiden der Nase hat sich in der koreanischen Sprache bis heute in einigen Redewendungen erhalten.

## Bekannte Nasengräber
- Mimizuka
- "1000 Nasengrab" in Bizen (1992 exhumiert und Überreste 1994 in Südkorea begraben)[7][8]
- Mimi-Jizō/Mimi‑zuka in Tsuyama (überbaut, kleine Gedenkstätte)[2][9]

## Referenzen
1. ↑  Jared Diamond: The Japanese Roots (Part 1). Association for Asia Research, 27. Oktober 2004, archiviert vom Original am 19. November 2010; abgerufen am 26. Oktober 2010 (englisch).
2. 1 2 3 4 5 6  Hoo Nam Seelmann: Zum Zeichen ihres siegreichen Krieges schickten die Japaner im 16. Jahrhundert zunächst Köpfe von Koreanern nach Hause, später beliessen sie es bei Nasen – noch heute zeugt ein pietätvoll gehütetes Grab in Kyoto von dem Grauen. In: nzz.ch. Neue Zürcher Zeitung, 25. Januar 2022, abgerufen am 2. August 2025 (Schweizer Hochdeutsch, Bezahlartikel).
3. ↑  Stephen Turnbull: The Samurai Invasion Of Korea 1592–98. 1. Auflage. Osprey Publishing Ltd, Botley / New York 2008, ISBN 978-1-84603-254-7, S. 81.
4. ↑  Shimizu Katsuyuki: 耳鼻削ぎの日本史. 洋泉社, Tokyo 2015, ISBN 978-4-8003-0670-8, S. 195.
5. 1 2 3  Daniel Milne: Mimizuka, Hideyoshi, and the Imjin Wars. In: modernkyotoresearch.org. Modern Kyoto Research, abgerufen am 2. August 2025 (englisch).
6. ↑  Mimizuka. In: modernkyotoresearch.org. Modern Kyoto Research, abgerufen am 2. August 2025 (englisch).
7. 1 2  20,000 Noses Of Koreans Being Returned By Japan. Orlando Sentinel, 23. September 1992, archiviert vom Original am 31. Juli 2014; abgerufen am 6. Dezember 2015 (englisch).
8. 1 2  20,000 NOSES WILL BE LAID TO REST AT LAST. In: deseret.com. Deseret News, 17. November 1993, abgerufen am 2. August 2025 (englisch).
9. 1 2  耳塚で犠牲者を供養. In: jp.yna.co.kr. Yonhap News Agency, 8. November 2021, abgerufen am 2. August 2025 (japanisch).
10. ↑  Nicholas D. Kristof:  Japan, Korea and 1597: A Year That Lives in Infamy In: The New York Times, 14. September 1997. Abgerufen am 28. Mai 2010 (englisch).
11. ↑  Norman Thorpe: Mimizuka: A Shrine to Japanese Brutality in Korea. In: Korea Journal. 12. Jahrgang, Nr. 4, 1. April 1972, S. 58–59 (englisch, ekoreajournal.net (Memento des Originals vom 14. Juni 2011 im Internet Archive) [abgerufen am 28. Mai 2010]).